# 479 f.Kr.

## Händelser

### Efter plats

#### Grekland
- Den persiske befälhavaren Mardonios, som nu har sin bas i Thessalien, får stöd av Argos och västra Arkadien. Han försöker också vinna över Aten på sin sida men misslyckas.
- Mardonios anfaller Aten ännu en gång och atenarna tvingas retirera, varpå Mardonios plundrar staden. Spartanerna marscherar norrut för att hjälpa Aten mot perserna.
- 27 augusti
  - Den persiska invasionen av Grekland avbryts, när den persiske generalen Mardonios trupper besegras av grekerna, som leds av den förre spartanske kungen Leonidas I:s brorson Pausanias, med den återtagne Aristides som ledare för den atenska arméavdelningen, i det avgörande slaget vid Plataiai i Boiotien. Mardonios stupar under slaget och grekerna tar rikt byte. Thebe erövras strax därefter, varvid Pausanias låter avrätta stadens kollaboratörer.
  - Samtidigt besegras perserna till sjöss av en grekisk flotta, ledd av Leotychidas från Sparta och Xanthippos från Aten, i slaget vid Mykale utanför Lydiens kust vid Mindre Asien.
- Staden Potidaia drabbas av en tsunami.

## Avlidna
- 27 augusti – Mardonios, persisk befälhavare vid Plataiai (stupad)
- Konfucius, kinesisk filosof (född 551 f.Kr.)
- Efialtes av Trakis, grekisk förrädare i slaget vid Thermopyle

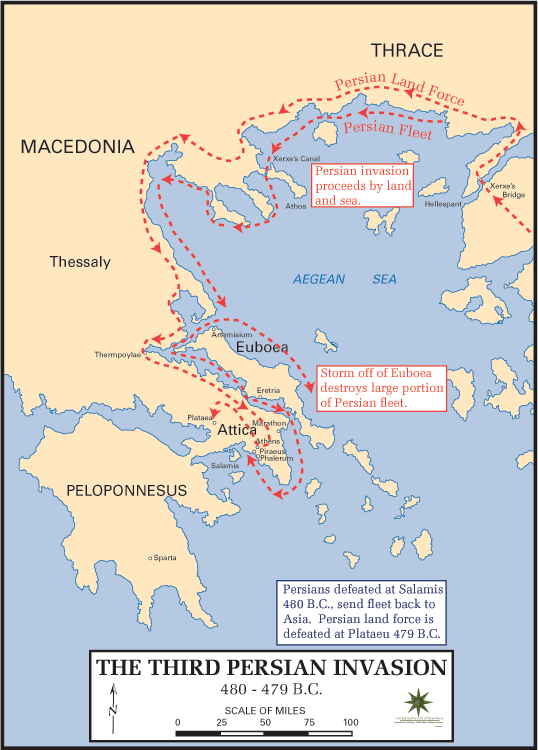
Karta över den persiska invasionen av Grekland 480–479 f.Kr.